# كاسل بينس (كولورادو)
كاسل بينس (بالإنجليزية: Castle Pines, Colorado)‏ هي مدينة تقع في مقاطعة دوغلاس بولاية كولورادو في الولايات المتحدة. تبلغ مساحتها (كم²)، وترتفع عن سطح البحر م، بلغ عدد سكانها 10360 نسمة في عام 2010 حسب إحصاء مكتب تعداد الولايات المتحدة .